# Echipa națională de fotbal a Italiei
Echipa națională de fotbal a Italiei (italiană Nazionale di calcio dell'Italia) reprezintă oficial Italia în fotbalul internațional de la primul meci din 1910. Echipa se află sub jurisdicția globală a FIFA și este guvernată în Europa de UEFA - din care ultima a fost cofondat de către organul de supraveghere al echipei italiene, Federația Italiană de Fotbal (FIGC). Meciurile de acasă ale Italiei se joacă pe diferite stadioane din toată Italia, iar terenul lor principal de antrenament, Centro Tecnico Federale di Coverciano, se află la sediul tehnic FIGC din Coverciano, Florența.
Italia este una dintre cele mai de succes echipe naționale din istoria Campionatul Mondial de Fotbal, după ce a câștigat patru titluri (1934, 1938, 1982, 2006) și a apărut în alte două finale (1970, 1994), ajungând pe locul al treilea (1990) și un al patrulea loc (1978). În 1938, au devenit prima echipă care și-a apărat titlul de campioană mondială și, din cauza izbucnirii celui de-Al Doilea Război Mondial, a păstrat titlul încă 12 ani. Italia a mai câștigat anterior de două ori Campionatul Internațional European Central (1927–30, 1933–35). Între cele două triumfuri la Cupa Mondială din anii 1930, Italia a câștigat turneul olimpic de fotbal (1936). După ce majoritatea echipei a fost ucisă într-un accident de avion în 1949, echipa nu a avansat după etapa grupelor din următoarele două turnee ale Cupei Mondiale și, de asemenea, nu a reușit să se califice pentru ediția din 1958 - eșecul calificării pentru Campionatul Mondial ar fi nu se va mai întâmpla până la ediția din 2018 și ediția din 2022. Italia a revenit la formare până în 1968, câștigând un Campionat European de Fotbal (1968) și, după o perioadă alternativă de runde de calificare nereușite în Europa, a apărut ulterior în alte două finale (2000, 2012). Cel mai bun rezultat în clasament al Italiei la Cupa Confederațiilor FIFA a fost în 2013, unde echipa a obținut locul trei.
Echipa este cunoscută sub numele de gli Azzurri (Azurii). Albastrul Savoy este culoarea comună a echipelor naționale care reprezintă Italia, deoarece este culoarea tradițională a Casei regale Savoy, care a domnit asupra Regatului Italiei între 1860 și 1946. Echipa națională este, de asemenea, cunoscută pentru rivalitățile sale de lungă durată cu alte națiuni de fotbal de top, precum cele cu Brazilia, Croația, Franța, Germania și Spania. În Clasamentul Mondial FIFA, în vigoare din august 1993, Italia a ocupat primul loc de mai multe ori, în noiembrie 1993 și în 2007 (februarie, aprilie-iunie, septembrie), cu cea mai slabă plasare în august 2018 pe locul 21.

## Rezultate sportive
Campioni       Locul doi       Locul trei       Locul patru  

### Campionatul Mondial
| Rezultate Campionatul Mondial de Fotbal | Rezultate Campionatul Mondial de Fotbal | Rezultate Campionatul Mondial de Fotbal | Rezultate Campionatul Mondial de Fotbal | Rezultate Campionatul Mondial de Fotbal | Rezultate Campionatul Mondial de Fotbal | Rezultate Campionatul Mondial de Fotbal | Rezultate Campionatul Mondial de Fotbal | Rezultate Campionatul Mondial de Fotbal |                               | Rezultate Calificări          | Rezultate Calificări          | Rezultate Calificări          | Rezultate Calificări          | Rezultate Calificări          | Rezultate Calificări |
| Anul                                    | Runda                                   | Poziția                                 | M                                       | V                                       | E*                                      | Î                                       | GM                                      | GP                                      | M                             | V                             | E*                            | Î                             | GM                            | GP                            |                      |
| --------------------------------------- | --------------------------------------- | --------------------------------------- | --------------------------------------- | --------------------------------------- | --------------------------------------- | --------------------------------------- | --------------------------------------- | --------------------------------------- | ----------------------------- | ----------------------------- | ----------------------------- | ----------------------------- | ----------------------------- | ----------------------------- | -------------------- |
| 1930                                    | Nu a participat                         | Nu a participat                         | Nu a participat                         | Nu a participat                         | Nu a participat                         | Nu a participat                         | Nu a participat                         | Nu a participat                         | Nu a participat               | Nu a participat               | Nu a participat               | Nu a participat               | Nu a participat               | Nu a participat               |                      |
| 1934                                    | Campioni                                | 1                                       | 5                                       | 4                                       | 1                                       | 0                                       | 12                                      | 3                                       | 1                             | 1                             | 0                             | 0                             | 4                             | 0                             |                      |
| 1938                                    | Campioni                                | 1                                       | 4                                       | 4                                       | 0                                       | 0                                       | 11                                      | 5                                       | Calificat ca fostă campioană  | Calificat ca fostă campioană  | Calificat ca fostă campioană  | Calificat ca fostă campioană  | Calificat ca fostă campioană  | Calificat ca fostă campioană  |                      |
| 1950                                    | Faza grupelor                           | 7                                       | 2                                       | 1                                       | 0                                       | 1                                       | 4                                       | 3                                       | Calificat ca fostă campioană  | Calificat ca fostă campioană  | Calificat ca fostă campioană  | Calificat ca fostă campioană  | Calificat ca fostă campioană  | Calificat ca fostă campioană  |                      |
| 1954                                    | Faza grupelor                           | 10                                      | 3                                       | 1                                       | 0                                       | 2                                       | 6                                       | 7                                       | 2                             | 2                             | 0                             | 0                             | 7                             | 2                             |                      |
| 1958                                    | Nu s-a calificat                        | Nu s-a calificat                        | Nu s-a calificat                        | Nu s-a calificat                        | Nu s-a calificat                        | Nu s-a calificat                        | Nu s-a calificat                        | Nu s-a calificat                        | 4                             | 2                             | 0                             | 2                             | 5                             | 5                             |                      |
| 1962                                    | Faza grupelor                           | 9                                       | 3                                       | 1                                       | 1                                       | 1                                       | 3                                       | 2                                       | 2                             | 2                             | 0                             | 0                             | 10                            | 2                             |                      |
| 1966                                    | Faza grupelor                           | 9                                       | 3                                       | 1                                       | 0                                       | 2                                       | 2                                       | 2                                       | 6                             | 4                             | 1                             | 1                             | 17                            | 3                             |                      |
| 1970                                    | Locul doi                               | 2                                       | 6                                       | 3                                       | 2                                       | 1                                       | 10                                      | 8                                       | 4                             | 3                             | 1                             | 0                             | 10                            | 3                             |                      |
| 1974                                    | Faza grupelor                           | 10                                      | 3                                       | 1                                       | 1                                       | 1                                       | 5                                       | 4                                       | 6                             | 4                             | 2                             | 0                             | 12                            | 0                             |                      |
| 1978                                    | Locul patru                             | 4                                       | 7                                       | 4                                       | 1                                       | 2                                       | 9                                       | 6                                       | 6                             | 5                             | 0                             | 1                             | 18                            | 4                             |                      |
| 1982                                    | Campioni                                | 1                                       | 7                                       | 4                                       | 3                                       | 0                                       | 12                                      | 6                                       | 8                             | 5                             | 2                             | 1                             | 12                            | 5                             |                      |
| 1986                                    | Optimi de finală                        | 12                                      | 4                                       | 1                                       | 2                                       | 1                                       | 5                                       | 6                                       | Calificată ca fostă campioană | Calificată ca fostă campioană | Calificată ca fostă campioană | Calificată ca fostă campioană | Calificată ca fostă campioană | Calificată ca fostă campioană |                      |
| 1990                                    | Locul trei                              | 3                                       | 7                                       | 6                                       | 1                                       | 0                                       | 10                                      | 2                                       | Calificată ca gazdă           | Calificată ca gazdă           | Calificată ca gazdă           | Calificată ca gazdă           | Calificată ca gazdă           | Calificată ca gazdă           |                      |
| 1994                                    | Locul doi                               | 2                                       | 7                                       | 4                                       | 2                                       | 1                                       | 8                                       | 5                                       | 10                            | 7                             | 2                             | 1                             | 22                            | 7                             |                      |
| 1998                                    | Sferturi de finală                      | 5                                       | 5                                       | 3                                       | 2                                       | 0                                       | 8                                       | 3                                       | 10                            | 6                             | 4                             | 0                             | 13                            | 2                             |                      |
| 2002                                    | Optimi de finală                        | 15                                      | 4                                       | 1                                       | 1                                       | 2                                       | 5                                       | 5                                       | 8                             | 6                             | 2                             | 0                             | 16                            | 3                             |                      |
| 2006                                    | Campioni                                | 1                                       | 7                                       | 5                                       | 2                                       | 0                                       | 12                                      | 2                                       | 10                            | 7                             | 2                             | 1                             | 17                            | 8                             |                      |
| 2010                                    | Faza grupelor                           | 26                                      | 3                                       | 0                                       | 2                                       | 1                                       | 4                                       | 5                                       | 10                            | 7                             | 3                             | 0                             | 18                            | 7                             |                      |
| 2014                                    | Faza grupelor                           | 22                                      | 3                                       | 1                                       | 0                                       | 2                                       | 2                                       | 3                                       | 10                            | 6                             | 4                             | 0                             | 19                            | 9                             |                      |
| 2018                                    | Nu s-a calificat                        | Nu s-a calificat                        | Nu s-a calificat                        | Nu s-a calificat                        | Nu s-a calificat                        | Nu s-a calificat                        | Nu s-a calificat                        | Nu s-a calificat                        | 12                            | 7                             | 3                             | 2                             | 21                            | 9                             |                      |
| 2022                                    | Nu s-a calificat                        | Nu s-a calificat                        | Nu s-a calificat                        | Nu s-a calificat                        | Nu s-a calificat                        | Nu s-a calificat                        | Nu s-a calificat                        | Nu s-a calificat                        | 3                             | 3                             | 0                             | 0                             | 6                             | 0                             |                      |
| 2026                                    | urmează                                 | urmează                                 | urmează                                 | urmează                                 | urmează                                 | urmează                                 | urmează                                 | urmează                                 | urmează                       | urmează                       | urmează                       | urmează                       | urmează                       | urmează                       |                      |
| Total                                   | 4 titluri                               | 18/22                                   | 83                                      | 45                                      | 21                                      | 17                                      | 128                                     | 77                                      | 118                           | 78                            | 30                            | 10                            | 234                           | 72                            |                      |

*Arată egaluri conține și meciurile eliminatorii decise la penalti.
**Culoarea de fundal Aur indică faptul că turneul a fost câștigat.
***Culoarea roșie a chenarului indică faptul că turneul a fost găzduit de Italia.
| Primul meci             | Italia 7–1 Statele Unite ale Americii · (27 mai 1934; Roma, Italia)                                              |
| Cea mai mare victorie   | Italia 7–1 Statele Unite ale Americii · (27 mai 1934; Roma, Italia)                                              |
| Cea mai mare înfrângere | Elveția 4–1 Italia · (23 iunie 1954; Basel, Elveția) · Brazilia 4–1 Italia · (21 iunie 1970; Mexico City, Mexic) |
| Cel mai bun rezultat    | Campioni în 1934, 1938, 1982 și 2006                                                                             |
| Cel mai slab rezultat   | Locul 26 la 2010                                                                                                 |

### Campionatul European
| Rezultate Campionatul European de Fotbal | Rezultate Campionatul European de Fotbal | Rezultate Campionatul European de Fotbal | Rezultate Campionatul European de Fotbal | Rezultate Campionatul European de Fotbal | Rezultate Campionatul European de Fotbal | Rezultate Campionatul European de Fotbal | Rezultate Campionatul European de Fotbal | Rezultate Campionatul European de Fotbal |                     | Rezultate Calificări | Rezultate Calificări | Rezultate Calificări | Rezultate Calificări | Rezultate Calificări | Rezultate Calificări |
| Anul                                     | Runda                                    | Poziția                                  | M                                        | V                                        | E*                                       | Î                                        | GM                                       | GP                                       | M                   | V                    | E*                   | Î                    | GM                   | GP                   |                      |
| ---------------------------------------- | ---------------------------------------- | ---------------------------------------- | ---------------------------------------- | ---------------------------------------- | ---------------------------------------- | ---------------------------------------- | ---------------------------------------- | ---------------------------------------- | ------------------- | -------------------- | -------------------- | -------------------- | -------------------- | -------------------- | -------------------- |
| 1960                                     | Nu a participat                          | Nu a participat                          | Nu a participat                          | Nu a participat                          | Nu a participat                          | Nu a participat                          | Nu a participat                          | Nu a participat                          | Nu a participat     | Nu a participat      | Nu a participat      | Nu a participat      | Nu a participat      | Nu a participat      |                      |
| 1964                                     | Nu s-a calificat                         | Nu s-a calificat                         | Nu s-a calificat                         | Nu s-a calificat                         | Nu s-a calificat                         | Nu s-a calificat                         | Nu s-a calificat                         | Nu s-a calificat                         | 4                   | 2                    | 1                    | 1                    | 8                    | 3                    |                      |
| 1968                                     | Campioni                                 | 1                                        | 3                                        | 1                                        | 2                                        | 0                                        | 3                                        | 1                                        | 8                   | 6                    | 1                    | 1                    | 21                   | 6                    |                      |
| 1972                                     | Nu s-a calificat                         | Nu s-a calificat                         | Nu s-a calificat                         | Nu s-a calificat                         | Nu s-a calificat                         | Nu s-a calificat                         | Nu s-a calificat                         | Nu s-a calificat                         | 8                   | 4                    | 3                    | 1                    | 13                   | 6                    |                      |
| 1976                                     | Nu s-a calificat                         | Nu s-a calificat                         | Nu s-a calificat                         | Nu s-a calificat                         | Nu s-a calificat                         | Nu s-a calificat                         | Nu s-a calificat                         | Nu s-a calificat                         | 6                   | 2                    | 3                    | 1                    | 3                    | 3                    |                      |
| 1980                                     | Locul patru                              | 4                                        | 4                                        | 1                                        | 3                                        | 0                                        | 2                                        | 1                                        | Calificată ca gazdă | Calificată ca gazdă  | Calificată ca gazdă  | Calificată ca gazdă  | Calificată ca gazdă  | Calificată ca gazdă  |                      |
| 1984                                     | Nu s-a calificat                         | Nu s-a calificat                         | Nu s-a calificat                         | Nu s-a calificat                         | Nu s-a calificat                         | Nu s-a calificat                         | Nu s-a calificat                         | Nu s-a calificat                         | 8                   | 1                    | 3                    | 4                    | 6                    | 12                   |                      |
| 1988                                     | Semifinale                               | 4                                        | 4                                        | 2                                        | 1                                        | 1                                        | 4                                        | 3                                        | 8                   | 6                    | 1                    | 1                    | 16                   | 4                    |                      |
| 1992                                     | Nu s-a calificat                         | Nu s-a calificat                         | Nu s-a calificat                         | Nu s-a calificat                         | Nu s-a calificat                         | Nu s-a calificat                         | Nu s-a calificat                         | Nu s-a calificat                         | 8                   | 3                    | 4                    | 1                    | 12                   | 5                    |                      |
| 1996                                     | Faza grupelor                            | 10                                       | 3                                        | 1                                        | 1                                        | 1                                        | 3                                        | 3                                        | 10                  | 7                    | 2                    | 1                    | 20                   | 6                    |                      |
| 2000                                     | Locul doi                                | 2                                        | 6                                        | 4                                        | 1                                        | 1                                        | 9                                        | 4                                        | 8                   | 4                    | 3                    | 1                    | 13                   | 5                    |                      |
| 2004                                     | Faza grupelor                            | 9                                        | 3                                        | 1                                        | 2                                        | 0                                        | 3                                        | 2                                        | 8                   | 5                    | 2                    | 1                    | 17                   | 4                    |                      |
| 2008                                     | Sferturi de finală                       | 8                                        | 4                                        | 1                                        | 2                                        | 1                                        | 3                                        | 4                                        | 12                  | 9                    | 2                    | 1                    | 22                   | 9                    |                      |
| 2012                                     | Locul doi                                | 2                                        | 6                                        | 2                                        | 3                                        | 1                                        | 6                                        | 7                                        | 10                  | 8                    | 2                    | 0                    | 20                   | 2                    |                      |
| 2016                                     | Sferturi de finală                       | 6                                        | 5                                        | 3                                        | 1                                        | 1                                        | 6                                        | 2                                        | 10                  | 7                    | 3                    | 0                    | 16                   | 7                    |                      |
| 2020                                     | Campioni                                 | 1                                        | 5                                        | 5                                        | 0                                        | 0                                        | 11                                       | 2                                        | 10                  | 10                   | 0                    | 0                    | 37                   | 4                    |                      |
| 2024                                     | Optimi de finală                         |                                          | 4                                        | 1                                        | 1                                        | 2                                        | 3                                        | 5                                        | 8                   | 4                    | 2                    | 2                    | 16                   | 9                    |                      |
| Total                                    | 1 titlu                                  | 11/17                                    | 49                                       | 22                                       | 19                                       | 8                                        | 55                                       | 36                                       | 126                 | 78                   | 32                   | 16                   | 240                  | 85                   |                      |

*Arată egaluri conține și meciurile eliminatorii decise la penalti.
**Culoarea de fundal Aur indică faptul că turneul a fost câștigat.
***Culoarea roșie a chenarului indică faptul că turneul a fost găzduit de Italia.
| Primul meci             | Italia 0–0 Uniunea Sovietică · (5 iunie 1968; Napoli, Italia)                                          |
| Cea mai mare victorie   | Turcia 0–3 Italia · (11 iunie 2021; Roma, Italia) · Italia 3–0 Elveția · (16 iunie 2021; Roma, Italia) |
| Cea mai mare înfrângere | Spania 4–0 Italia · (1 iulie 2012; Kiev, Ucraina)                                                      |
| Cel mai bun rezultat    | Campioni la Campionatul European de Fotbal 1968 și Campionatul European de Fotbal 2020                 |
| Cel mai slab rezultat   | Locul 10 la Campionatul European de Fotbal 1996                                                        |

### Liga Națiunilor UEFA
| Rezultate Liga Națiunilor UEFA | Rezultate Liga Națiunilor UEFA | Rezultate Liga Națiunilor UEFA | Rezultate Liga Națiunilor UEFA | Rezultate Liga Națiunilor UEFA | Rezultate Liga Națiunilor UEFA | Rezultate Liga Națiunilor UEFA | Rezultate Liga Națiunilor UEFA | Rezultate Liga Națiunilor UEFA | Rezultate Liga Națiunilor UEFA | Rezultate Liga Națiunilor UEFA |
| Anul                           | Divizia                        | Grupa                          | Meciuri                        | V                              | E*                             | Înfrângeri                     | GM                             | GP                             | P/R                            | Locul                          |
| ------------------------------ | ------------------------------ | ------------------------------ | ------------------------------ | ------------------------------ | ------------------------------ | ------------------------------ | ------------------------------ | ------------------------------ | ------------------------------ | ------------------------------ |
| 2018–19                        | A                              | 3                              | 4                              | 1                              | 2                              | 1                              | 2                              | 2                              | Same position                  | 8                              |
| 2020–21                        | A                              | 1                              | 6                              | 3                              | 3                              | 0                              | 7                              | 2                              | Same position                  | TBD                            |
| Total                          | Total                          | Total                          | 10                             | 4                              | 5                              | 1                              | 9                              | 4                              | 8                              | 8                              |

| Primul meci             | Italia 1–1 Polonia · (7 sepetembrie 2018; Bologna, Italia)                                                                                               |
| Cea mai mare victorie   | Italia 2–0 Polonia · (15 November 2020; Reggio Emilia, Italia) · Bosnia și Herțegovina 0–2 Italia · (18 noiembrie 2020; Sarajevo, Bosnia și Herțegovina) |
| Cea mai mare înfrângere | Portugalia 1–0 Italia · (10 septembrie 2018; Lisabona, Portugalia)                                                                                       |
| Cel mai bun rezultat    | Locul 8 Liga Națiunilor UEFA 2018–2019 |
| Cel mai slab rezultate  | Locul 8 Liga Națiunilor UEFA 2018–2019 |

### Cupa Confederațiilor FIFA
| Rezultate Cupa Confederațiilor FIFA | Rezultate Cupa Confederațiilor FIFA  | Rezultate Cupa Confederațiilor FIFA  | Rezultate Cupa Confederațiilor FIFA  | Rezultate Cupa Confederațiilor FIFA  | Rezultate Cupa Confederațiilor FIFA  | Rezultate Cupa Confederațiilor FIFA  | Rezultate Cupa Confederațiilor FIFA  | Rezultate Cupa Confederațiilor FIFA  | Rezultate Cupa Confederațiilor FIFA |
| Anul                                | Runda                                | Poziția                              | Meciuri                              | V                                    | E*                                   | Înfrângeri                           | GM                                   | GP                                   |                                     |
| ----------------------------------- | ------------------------------------ | ------------------------------------ | ------------------------------------ | ------------------------------------ | ------------------------------------ | ------------------------------------ | ------------------------------------ | ------------------------------------ | ----------------------------------- |
| 1992                                | Echipele din Europa nu au participat | Echipele din Europa nu au participat | Echipele din Europa nu au participat | Echipele din Europa nu au participat | Echipele din Europa nu au participat | Echipele din Europa nu au participat | Echipele din Europa nu au participat | Echipele din Europa nu au participat |                                     |
| 1995                                | Nu s-a calificat                     | Nu s-a calificat                     | Nu s-a calificat                     | Nu s-a calificat                     | Nu s-a calificat                     | Nu s-a calificat                     | Nu s-a calificat                     | Nu s-a calificat                     |                                     |
| 1997                                | Nu s-a calificat                     | Nu s-a calificat                     | Nu s-a calificat                     | Nu s-a calificat                     | Nu s-a calificat                     | Nu s-a calificat                     | Nu s-a calificat                     | Nu s-a calificat                     |                                     |
| 1999                                | Nu s-a calificat                     | Nu s-a calificat                     | Nu s-a calificat                     | Nu s-a calificat                     | Nu s-a calificat                     | Nu s-a calificat                     | Nu s-a calificat                     | Nu s-a calificat                     |                                     |
| 2001                                | Nu s-a calificat                     | Nu s-a calificat                     | Nu s-a calificat                     | Nu s-a calificat                     | Nu s-a calificat                     | Nu s-a calificat                     | Nu s-a calificat                     | Nu s-a calificat                     |                                     |
| 2003                                | Nu a participat                      | Nu a participat                      | Nu a participat                      | Nu a participat                      | Nu a participat                      | Nu a participat                      | Nu a participat                      | Nu a participat                      |                                     |
| 2005                                | Nu s-a calificat                     | Nu s-a calificat                     | Nu s-a calificat                     | Nu s-a calificat                     | Nu s-a calificat                     | Nu s-a calificat                     | Nu s-a calificat                     | Nu s-a calificat                     |                                     |
| 2009                                | Faza grupelor                        | 5                                    | 3                                    | 1                                    | 0                                    | 2                                    | 3                                    | 5                                    |                                     |
| 2013                                | Locul trei                           | 3                                    | 5                                    | 2                                    | 2                                    | 1                                    | 10                                   | 10                                   |                                     |
| 2017                                | Nu s-a calificat                     | Nu s-a calificat                     | Nu s-a calificat                     | Nu s-a calificat                     | Nu s-a calificat                     | Nu s-a calificat                     | Nu s-a calificat                     | Nu s-a calificat                     |                                     |
| Total                               | Locul trei                           | 2/10                                 | 8                                    | 3                                    | 2                                    | 3                                    | 13                                   | 15                                   |                                     |

*Arată egaluri conține și meciurile eliminatorii decise la penalti.
| Primul meci             | Italia 3–1 Statele Unite ale Americii · (15 iunie 2009; Pretoria, Africa de Sud) |
| Cea mai mare victorie   | Italia 3–1 Statele Unite ale Americii · (15 iunie 2009; Pretoria, Africa de Sud) |
| Cea mai mare înfrângere | Brazilia 3–0 Italia · (21 iunie 2009; Pretoria, Africa de Sud)                   |
| Cel mai bun rezultat    | Locul trei la Cupa Confederațiilor FIFA 2013                                     |
| Cel mai slab rezultate  | Locul 5 la Cupa Confederațiilor FIFA 2009                                        |

## Finale
| 1934 | Italia | 2 - 1 | Cehia    |
| 1938 | Italia | 4 - 2 | Ungaria  |
| 1982 | Italia | 3 - 1 | Germania |
| 2006 | Italia | 1 - 1 | Franța   |

| 1970 | Italia | 1 - 4 | Brazilia |
| 1994 | Italia | 0 - 0 | Brazilia |

| 1990 | Italia | 2 - 1 | Anglia |

| 1978 | Italia | 1 - 2 | Brazilia |

| 1968 | Italia | 2 - 0 | Iugoslavia |
| 2020 | Italia | 1 - 1 | Anglia     |

| 2000 | Italia | 1 - 2 | Franța |
| 2012 | Italia | 0 - 4 | Spania |

## Rezultate
| Rezultate obținute la Campionatul Mondial | Rezultate obținute la Campionatul Mondial | Rezultate obținute la Campionatul Mondial | Rezultate obținute la Campionatul Mondial |
| Anul                                      | Runda                                     | Scor                                      | Rezultat                                  |
| ----------------------------------------- | ----------------------------------------- | ----------------------------------------- | ----------------------------------------- |
| 1934                                      | Optimi                                    | Italia 7 – 1 Statele Unite ale Americii   | Victorie                                  |
| 1934                                      | Sferturi                                  | Italia 1 – 1 Spania                       | Egal                                      |
| 1934                                      | Rejucare                                  | Italia 1 – 0 Spania                       | Victorie                                  |
| 1934                                      | Semifinala                                | Italia 1 – 0 Austria                      | Victorie                                  |
| 1934                                      | Campioană                                 | Italia 2 – 1 Cehoslovacia                 | Victorie                                  |
| 1938                                      | Optimi                                    | Italia 2 – 1 Norvegia                     | Victorie                                  |
| 1938                                      | Sferturi                                  | Italia 3 – 1 Franța                       | Victorie                                  |
| 1938                                      | Semifinala                                | Italia 2 – 1 Brazilia                     | Victorie                                  |
| 1938                                      | Campioană                                 | Italia 4 – 2 Ungaria                      | Victorie                                  |
| 1950                                      | Faza Grupelor                             | Italia 2 – 3 Suedia                       | Înfrângere                                |
| 1950                                      | Faza Grupelor                             | Italia 2 – 0 Paraguay                     | Victorie                                  |
| 1950                                      | Faza Grupelor                             | Italia – India                            | S-a retras                                |
| 1954                                      | Faza Grupelor                             | Italia 1 – 2 Elveția                      | Înfrângere                                |
| 1954                                      | Faza Grupelor                             | Italia 4 – 1 Belgia                       | Victorie                                  |
| 1954                                      | Play-off                                  | Italia 1 – 4 Elveția                      | Înfrângere                                |
| 1962                                      | Faza Grupelor                             | Italia 0 – 0 Germania de Vest             | Egal                                      |
| 1962                                      | Faza Grupelor                             | Italia 0 – 2 Chile                        | Înfrângere                                |
| 1962                                      | Faza Grupelor                             | Italia 3 – 0 Elveția                      | Victorie                                  |
| 1966                                      | Faza Grupelor                             | Italia 2 – 0 Chile                        | Victorie                                  |
| 1966                                      | Faza Grupelor                             | Italia 0 – 1 Uniunea Sovietică            | Înfrângere                                |
| 1966                                      | Faza Grupelor                             | Italia 0 – 1 Coreea de Nord               | Înfrângere                                |
| 1970                                      | Faza Grupelor                             | Italia 1 – 0 Suedia                       | Victorie                                  |
| 1970                                      | Faza Grupelor                             | Italia 0 – 0 Uruguay                      | Egal                                      |
| 1970                                      | Faza Grupelor                             | Italia 0 – 0 Israel                       | Egal                                      |
| 1970                                      | Sferturi                                  | Italia 4 – 1 Mexic                        | Victorie                                  |
| 1970                                      | Semifinala                                | Italia 4 – 3 Germania de Vest             | Victorie                                  |
| 1970                                      | Finala                                    | Italia 1 – 4 Brazilia                     | Înfrângere                                |
| 1974                                      | Runda 1                                   | Italia 3 – 1 Haiti                        | Victorie                                  |
| 1974                                      | Runda 1                                   | Italia 1 – 1 Argentina                    | Egal                                      |
| 1974                                      | Runda 1                                   | Italia 1 – 2 Polonia                      | Înfrângere                                |
| 1978                                      | Runda 1                                   | Italia 2 – 1 Franța                       | Victorie                                  |
| 1978                                      | Runda 1                                   | Italia 3 – 1 Ungaria                      | Victorie                                  |
| 1978                                      | Runda 1                                   | Italia 1 – 0 Argentina                    | Victorie                                  |
| 1978                                      | Runda 2                                   | Italia 0 – 0 Germania de Vest             | Egal                                      |
| 1978                                      | Runda 2                                   | Italia 1 – 0 Austria                      | Victorie                                  |
| 1978                                      | Runda 2                                   | Italia 1 – 2 Țările de Jos                | Înfrângere                                |
| 1978                                      | Finala Mică                               | Italia 1 – 2 Brazilia                     | Înfrângere                                |
| 1982                                      | Runda 1                                   | Italia 0 – 0 Polonia                      | Egal                                      |
| 1982                                      | Runda 1                                   | Italia 1 – 1 Peru                         | Egal                                      |
| 1982                                      | Runda 1                                   | Italia 1 – 1 Camerun                      | Egal                                      |
| 1982                                      | Runda 2                                   | Italia 2 – 1 Argentina                    | Victorie                                  |
| 1982                                      | Runda 2                                   | Italia 3 – 2 Brazilia                     | Victorie                                  |
| 1982                                      | Semifinala                                | Italia 2 – 0 Polonia                      | Victorie                                  |
| 1982                                      | Campioană                                 | Italia 3 – 1 Germania de Vest             | Victorie                                  |
| 1986                                      | Faza Grupelor                             | Italia 1 – 1 Bulgaria                     | Egal                                      |
| 1986                                      | Faza Grupelor                             | Italia 1 – 1 Argentina                    | Egal                                      |
| 1986                                      | Faza Grupelor                             | Italia 3 – 2 Coreea de Sud                | Victorie                                  |
| 1986                                      | Optimi                                    | Italia 0 – 2 Franța                       | Înfrângere                                |
| 1990                                      | Faza Grupelor                             | Italia 1 – 0 Austria                      | Victorie                                  |
| 1990                                      | Faza Grupelor                             | Italia 1 – 0 Statele Unite ale Americii   | Victorie                                  |
| 1990                                      | Faza Grupelor                             | Italia 2 – 0 Cehoslovacia                 | Victorie                                  |
| 1990                                      | Optimi                                    | Italia 2 – 0 Uruguay                      | Victorie                                  |
| 1990                                      | Sferturi                                  | Italia 1 – 0 Republica Irlanda            | Victorie                                  |
| 1990                                      | Semifinala                                | Italia 1 – 1 Argentina                    | Egal                                      |
| 1990                                      | Semifinala                                | Italia 3 – 4 Argentina                    | Penalti                                   |
| 1990                                      | Finala Mică                               | Italia 2 – 1 Anglia                       | Victorie                                  |
| 1994                                      | Faza Grupelor                             | Italia 0 – 1 Republica Irlanda            | Înfrângere                                |
| 1994                                      | Faza Grupelor                             | Italia 1 – 0 Norvegia                     | Victorie                                  |
| 1994                                      | Faza Grupelor                             | Italia 1 – 1 Mexic                        | Egal                                      |
| 1994                                      | Optimi                                    | Italia 2 – 1 Nigeria                      | Victorie                                  |
| 1994                                      | Sferturi                                  | Italia 2 – 1 Spania                       | Victorie                                  |
| 1994                                      | Semifinala                                | Italia 2 – 1 Bulgaria                     | Victorie                                  |
| 1994                                      | Finala                                    | Italia 0 – 0 Brazilia                     | Egal                                      |
| 1994                                      | Finala                                    | Italia 2 – 3 Brazilia                     | Penalti                                   |
| 1998                                      | Faza Grupelor                             | Italia 2 – 2 Chile                        | Egal                                      |
| 1998                                      | Faza Grupelor                             | Italia 3 – 0 Camerun                      | Victorie                                  |
| 1998                                      | Faza Grupelor                             | Italia 2 – 1 Austria                      | Victorie                                  |
| 1998                                      | Optimi                                    | Italia 1 – 0 Norvegia                     | Victorie                                  |
| 1998                                      | Sferturi                                  | Italia 0 – 0 Franța                       | Egal                                      |
| 1998                                      | Sferturi                                  | Italia 3 – 4 Franța                       | Penalti                                   |

| Rezultate obținute la Campionatul Mondial | Rezultate obținute la Campionatul Mondial | Rezultate obținute la Campionatul Mondial | Rezultate obținute la Campionatul Mondial |
| Anul                                      | Runda                                     | Scor                                      | Rezultat                                  |
| ----------------------------------------- | ----------------------------------------- | ----------------------------------------- | ----------------------------------------- |
| 2002                                      | Faza Grupelor                             | Italia 2 – 0 Ecuador                      | Victorie                                  |
| 2002                                      | Faza Grupelor                             | Italia 1 – 2 Croația                      | Înfrângere                                |
| 2002                                      | Faza Grupelor                             | Italia 1 – 1 Mexic                        | Egal                                      |
| 2002                                      | Optimi                                    | Italia 1 – 2 Coreea de Sud                | Înfrângere                                |
| 2006                                      | Faza Grupelor                             | Italia 2 – 0 Ghana                        | Victorie                                  |
| 2006                                      | Faza Grupelor                             | Italia 1 – 1 Statele Unite ale Americii   | Egal                                      |
| 2006                                      | Faza Grupelor                             | Italia 2 – 0 Cehia                        | Victorie                                  |
| 2006                                      | Optimi                                    | Italia 1 – 0 Australia                    | Victorie                                  |
| 2006                                      | Sferturi                                  | Italia 3 – 0 Ucraina                      | Victorie                                  |
| 2006                                      | Semifinala                                | Italia 2 – 0 Germania                     | Victorie                                  |
| 2006                                      | Campioană                                 | Italia 1 – 1 Franța                       | Egal                                      |
| 2006                                      | Campioană                                 | Italia 5 – 3 Franța                       | Penalti                                   |
| 2010                                      | Faza Grupelor                             | Italia 1 – 1 Paraguay                     | Egal                                      |
| 2010                                      | Faza Grupelor                             | Italia 1 – 1 Noua Zeelandă                | Egal                                      |
| 2010                                      | Faza Grupelor                             | Italia 2 – 3 Slovacia                     | Înfrângere                                |
| 2014                                      | Faza Grupelor                             | Italia 2 – 1 Anglia                       | Victorie                                  |
| 2014                                      | Faza Grupelor                             | Italia 0 – 1 Costa Rica                   | Înfrângere                                |
| 2014                                      | Faza Grupelor                             | Italia 0 – 1 Uruguay                      | Înfrângere                                |

## Meciuri - întâlniri directe
Victorie Italia
      Remiză
      Victorie Adversar
| Adversar          | Italia - confruntări directe la Campionatul Mondial | Italia - confruntări directe la Campionatul Mondial | Italia - confruntări directe la Campionatul Mondial | Italia - confruntări directe la Campionatul Mondial | Italia - confruntări directe la Campionatul Mondial | Italia - confruntări directe la Campionatul Mondial | Italia - confruntări directe la Campionatul Mondial | Italia - confruntări directe la Campionatul Mondial |
| Ediția și scorul  | Ediția și scorul                                    | Ediția și scorul                                    | Ediția și scorul                                    | Ediția și scorul                                    | Total                                               | Total                                               | Total                                               |                                                     |
| 1974              | 1978                                                | 1982                                                | 1986                                                | 1990                                                | Goluri Marcate                                      | Goluri Primite                                      |                                                     |                                                     |
| ----------------- | --------------------------------------------------- | --------------------------------------------------- | --------------------------------------------------- | --------------------------------------------------- | --------------------------------------------------- | --------------------------------------------------- | --------------------------------------------------- | --------------------------------------------------- |
| Argentina         | 1 - 1                                               | 1 - 0                                               | 2 - 1                                               | 1 - 1                                               | 1 - 1                                               | 6                                                   | 4                                                   |                                                     |
|                   | 1938                                                | 1970                                                | 1978                                                | 1982                                                | 1994                                                | Goluri Marcate                                      | Goluri Primite                                      |                                                     |
| Brazilia          | 2 - 1                                               | 1 - 4                                               | 1 - 2                                               | 3 - 2                                               | 0 - 0                                               | 7                                                   | 9                                                   |                                                     |
|                   | 1938                                                | 1978                                                | 1986                                                | 1998                                                | 2006                                                | Goluri Marcate                                      | Goluri Primite                                      |                                                     |
| Franța            | 3 - 1                                               | 2 - 1                                               | 0 - 2                                               | 0 - 0                                               | 1 - 1                                               | 6                                                   | 5                                                   |                                                     |
|                   | 1962                                                | 1970                                                | 1978                                                | 1982                                                | 2006                                                | Goluri Marcate                                      | Goluri Primite                                      |                                                     |
| Germania          | 0 - 0                                               | 4 - 3                                               | 0 - 0                                               | 3 - 1                                               | 2 - 0                                               | 9                                                   | 4                                                   |                                                     |
|                   | 1934                                                | 1978                                                | 1990                                                | 1998                                                | 1998                                                | Goluri Marcate                                      | Goluri Primite                                      |                                                     |
| Austria           | 1 - 0                                               | 1 - 0                                               | 1 - 0                                               | 2 - 1                                               | -                                                   | 3                                                   | 1                                                   |                                                     |
|                   | 1934                                                | 1990                                                | 2006                                                |                                                     |                                                     | Goluri Marcate                                      | Goluri Primite                                      |                                                     |
| Cehia             | 2 - 1                                               | 2 - 0                                               | 2 - 0                                               | -                                                   | -                                                   | 6                                                   | 1                                                   |                                                     |
|                   | 1962                                                | 1966                                                | 1998                                                |                                                     |                                                     | Goluri Marcate                                      | Goluri Primite                                      |                                                     |
| Chile             | 0 - 2                                               | 2 - 0                                               | 2 - 2                                               | -                                                   | -                                                   | 3                                                   | 3                                                   |                                                     |
|                   | 1970                                                | 1994                                                | 2002                                                |                                                     |                                                     | Goluri Marcate                                      | Goluri Primite                                      |                                                     |
| Mexic             | 4 - 1                                               | 1 - 1                                               | 1 - 1                                               | -                                                   | -                                                   | 5                                                   | 3                                                   |                                                     |
|                   | 1938                                                | 1994                                                | 1998                                                |                                                     |                                                     | Goluri Marcate                                      | Goluri Primite                                      |                                                     |
| Norvegia          | 2 - 1                                               | 1 - 0                                               | 1 - 0                                               | -                                                   | -                                                   | 3                                                   | 1                                                   |                                                     |
|                   | 1934                                                | 1990                                                | 2006                                                |                                                     |                                                     | Goluri Marcate                                      | Goluri Primite                                      |                                                     |
| SUA               | 7 - 1                                               | 1 - 0                                               | 1 - 1                                               | -                                                   | -                                                   | 9                                                   | 2                                                   |                                                     |
|                   | 1970                                                | 1990                                                | 2014                                                |                                                     |                                                     | Goluri Marcate                                      | Goluri Primite                                      |                                                     |
| Uruguay           | 0 - 0                                               | 2 - 0                                               | 0 - 1                                               | -                                                   | -                                                   | 2                                                   | 1                                                   |                                                     |
|                   | 1990                                                | 2014                                                |                                                     |                                                     |                                                     | Goluri Marcate                                      | Goluri Primite                                      |                                                     |
| Anglia            | 2 - 1                                               | 2 - 1                                               | -                                                   | -                                                   | -                                                   | 4                                                   | 2                                                   |                                                     |
|                   | 1986                                                | 1994                                                |                                                     |                                                     |                                                     | Goluri Marcate                                      | Goluri Primite                                      |                                                     |
| Bulgaria          | 1 - 1                                               | 2 - 1                                               | -                                                   | -                                                   | -                                                   | 3                                                   | 2                                                   |                                                     |
|                   | 1982                                                | 1998                                                |                                                     |                                                     |                                                     | Goluri Marcate                                      | Goluri Primite                                      |                                                     |
| Camerun           | 1 - 1                                               | 3 - 0                                               | -                                                   | -                                                   | -                                                   | 4                                                   | 1                                                   |                                                     |
|                   | 1986                                                | 2002                                                |                                                     |                                                     |                                                     | Goluri Marcate                                      | Goluri Primite                                      |                                                     |
| Coreea de Sud     | 3 - 2                                               | 1 - 2                                               | -                                                   | -                                                   | -                                                   | 4                                                   | 4                                                   |                                                     |
|                   | 1954                                                | 1954                                                | 1962                                                |                                                     |                                                     | Goluri Marcate                                      | Goluri Primite                                      |                                                     |
| Elveția           | 1 - 2                                               | 1 - 4                                               | 3 - 0                                               | -                                                   | -                                                   | 5                                                   | 6                                                   |                                                     |
|                   | 1950                                                | 2010                                                |                                                     |                                                     |                                                     | Goluri Marcate                                      | Goluri Primite                                      |                                                     |
| Paraguay          | 2 - 0                                               | 1 - 1                                               | -                                                   | -                                                   | -                                                   | 3                                                   | 1                                                   |                                                     |
|                   | 1974                                                | 1982                                                | 1982                                                |                                                     |                                                     | Goluri Marcate                                      | Goluri Primite                                      |                                                     |
| Polonia           | 1 - 2                                               | 0 - 0                                               | 2 - 0                                               | -                                                   | -                                                   | 3                                                   | 2                                                   |                                                     |
|                   | 1990                                                | 1994                                                |                                                     |                                                     |                                                     | Goluri Marcate                                      | Goluri Primite                                      |                                                     |
| Republica Irlanda | 1 - 0                                               | 0 - 1                                               | -                                                   | -                                                   | -                                                   | 1                                                   | 1                                                   |                                                     |
|                   | 1934                                                | 1934                                                | 1994                                                |                                                     |                                                     | Goluri Marcate                                      | Goluri Primite                                      |                                                     |
| Spania            | 1 - 1                                               | 1 - 0                                               | 2 - 1                                               | -                                                   | -                                                   | 4                                                   | 2                                                   |                                                     |
|                   | 1950                                                | 1970                                                |                                                     |                                                     |                                                     | Goluri Marcate                                      | Goluri Primite                                      |                                                     |
| Suedia            | 2 - 3                                               | 1 - 0                                               | -                                                   | -                                                   | -                                                   | 3                                                   | 3                                                   |                                                     |
|                   | 1938                                                | 1978                                                |                                                     |                                                     |                                                     | Goluri Marcate                                      | Goluri Primite                                      |                                                     |
| Ungaria           | 4 - 2                                               | 3 - 1                                               | -                                                   | -                                                   | -                                                   | 7                                                   | 3                                                   |                                                     |
|                   | 2006                                                |                                                     |                                                     |                                                     |                                                     | Goluri Marcate                                      | Goluri Primite                                      |                                                     |
| Australia         | 1 - 0                                               | -                                                   | -                                                   | -                                                   | -                                                   | 1                                                   | 0                                                   |                                                     |
|                   | 1954                                                |                                                     |                                                     |                                                     |                                                     | Goluri Marcate                                      | Goluri Primite                                      |                                                     |
| Belgia            | 4 - 1                                               | -                                                   | -                                                   | -                                                   | -                                                   | 4                                                   | 1                                                   |                                                     |
|                   | 1966                                                |                                                     |                                                     |                                                     |                                                     | Goluri Marcate                                      | Goluri Primite                                      |                                                     |
| Coreea de Nord    | 0 - 1                                               | -                                                   | -                                                   | -                                                   | -                                                   | 0                                                   | 1                                                   |                                                     |
|                   | 2014                                                |                                                     |                                                     |                                                     |                                                     | Goluri Marcate                                      | Goluri Primite                                      |                                                     |
| Costa Rica        | 0 - 1                                               | -                                                   | -                                                   | -                                                   | -                                                   | 0                                                   | 1                                                   |                                                     |
|                   | 2002                                                |                                                     |                                                     |                                                     |                                                     | Goluri Marcate                                      | Goluri Primite                                      |                                                     |
| Croația           | 1 - 2                                               | -                                                   | -                                                   | -                                                   | -                                                   | 1                                                   | 3                                                   |                                                     |
|                   | 2002                                                |                                                     |                                                     |                                                     |                                                     | Goluri Marcate                                      | Goluri Primite                                      |                                                     |
| Ecuador           | 2 - 0                                               | -                                                   | -                                                   | -                                                   | -                                                   | 2                                                   | 0                                                   |                                                     |
|                   | 2006                                                |                                                     |                                                     |                                                     |                                                     | Goluri Marcate                                      | Goluri Primite                                      |                                                     |
| Ghana             | 2 - 0                                               | -                                                   | -                                                   | -                                                   | -                                                   | 2                                                   | 0                                                   |                                                     |
|                   | 1974                                                |                                                     |                                                     |                                                     |                                                     | Goluri Marcate                                      | Goluri Primite                                      |                                                     |
| Haiti             | 3 - 1                                               | -                                                   | -                                                   | -                                                   | -                                                   | 3                                                   | 1                                                   |                                                     |
|                   | 1970                                                |                                                     |                                                     |                                                     |                                                     | Goluri Marcate                                      | Goluri Primite                                      |                                                     |
| Israel            | 0 - 0                                               | -                                                   | -                                                   | -                                                   | -                                                   | 0                                                   | 0                                                   |                                                     |
|                   | 1994                                                |                                                     |                                                     |                                                     |                                                     | Goluri Marcate                                      | Goluri Primite                                      |                                                     |
| Nigeria           | 2 - 1                                               | -                                                   | -                                                   | -                                                   | -                                                   | 2                                                   | 1                                                   |                                                     |
|                   | 2010                                                |                                                     |                                                     |                                                     |                                                     | Goluri Marcate                                      | Goluri Primite                                      |                                                     |
| Noua Zeelandă     | 1 - 1                                               | -                                                   | -                                                   | -                                                   | -                                                   | 1                                                   | 1                                                   |                                                     |
|                   | 1978                                                |                                                     |                                                     |                                                     |                                                     | Goluri Marcate                                      | Goluri Primite                                      |                                                     |
| Țările de Jos     | 1 - 2                                               | -                                                   | -                                                   | -                                                   | -                                                   | 1                                                   | 2                                                   |                                                     |
|                   | 1982                                                |                                                     |                                                     |                                                     |                                                     | Goluri Marcate                                      | Goluri Primite                                      |                                                     |
| Peru              | 1 - 1                                               | -                                                   | -                                                   | -                                                   | -                                                   | 1                                                   | 1                                                   |                                                     |
|                   | 2010                                                |                                                     |                                                     |                                                     |                                                     | Goluri Marcate                                      | Goluri Primite                                      |                                                     |
| Slovacia          | 2 - 3                                               | -                                                   | -                                                   | -                                                   | -                                                   | 2                                                   | 3                                                   |                                                     |
|                   | 2006                                                |                                                     |                                                     |                                                     |                                                     | Goluri Marcate                                      | Goluri Primite                                      |                                                     |
| Ucraina           | 3 - 0                                               | -                                                   | -                                                   | -                                                   | -                                                   | 3                                                   | 0                                                   |                                                     |
|                   | 1966                                                |                                                     |                                                     |                                                     |                                                     | Goluri Marcate                                      | Goluri Primite                                      |                                                     |
| Uniunea Sovietică | 0 - 1                                               | -                                                   | -                                                   | -                                                   | -                                                   | 0                                                   | 1                                                   |                                                     |

## Turnee
| Turnee | \| Faza \| Naționala \| Scor \| Adversar \| Final \| \| ---- \| --------- \| ---- \| -------- \| ----- \| |      |          |       |
| Faza   | Naționala                                                                                                 | Scor | Adversar | Final |
| ------ | --- | ---- | -------- | ----- |

| Grupe  | Italia | 2 - 1 | Albania | Victorie   |
| Grupe  | Italia | 0 - 1 | Spania  | Înfrângere |
| Grupe  | Italia | 1 - 1 | Croația | Egal       |
| Optimi | Italia | 0 - 2 | Elveția | Înfrângere |

| Grupelor   | Italia | 3 - 0 | Turcia       | Victorie |
| Grupelor   | Italia | 3 - 0 | Elveția      | Victorie |
| Grupelor   | Italia | 1 - 0 | Țara Galilor | Victorie |
| Optimi     | Italia | 2 - 1 | Austria      | Victorie |
| Sferturi   | Italia | 2 - 1 | Belgia       | Victorie |
| Semifinale | Italia | 1 - 1 | Spania       | Egal     |
| Semifinale | Italia | 4 : 2 | Spania       | Penalty  |
| Campioană  | Italia | 1 - 1 | Anglia       | Egal     |
| Campioană  | Italia | 3 : 2 | Anglia       | Penalty  |

| Grupelor | Italia | 2 - 0 | Belgia            | Victorie   |
| Grupelor | Italia | 1 - 0 | Suedia            | Victorie   |
| Grupelor | Italia | 0 - 1 | Republica Irlanda | Înfrângere |
| Optimi   | Italia | 2 - 0 | Spania            | Victorie   |
| Sferturi | Italia | 1 - 1 | Germania          | Egal       |
| Sferturi | Italia | 5 : 6 | Germania          | Penalty    |

| Grupelor       | Italia | 1 - 1 | Spania            | Egal       |
| Grupelor       | Italia | 1 - 1 | Croația           | Egal       |
| Grupelor       | Italia | 2 - 0 | Republica Irlanda | Victorie   |
| Sferturi       | Italia | 0 - 0 | Anglia            | Egal       |
| Sferturi       | Italia | 4 : 2 | Anglia            | Penalty    |
| Semifinale     | Italia | 2 - 1 | Germania          | Victorie   |
| Vice-campioană | Italia | 0 - 4 | Spania            | Înfrângere |

| Grupelor | Italia | 0 - 3 | Țările de Jos | Înfrângere |
| Grupelor | Italia | 1 - 1 | România       | Egal       |
| Grupelor | Italia | 2 - 0 | Franța        | Victorie   |
| Sferturi | Italia | 0 - 0 | Spania        | Egal       |
| Sferturi | Italia | 2 : 4 | Spania        | Penalty    |

| Grupelor | Italia | 0 - 0 | Danemarca | Egal     |
| Grupelor | Italia | 1 - 1 | Suedia    | Egal     |
| Grupelor | Italia | 2 - 1 | Bulgaria  | Victorie |

| Grupelor       | Italia | 2 - 1 | Turcia        | Victorie   |
| Grupelor       | Italia | 2 - 0 | Belgia        | Victorie   |
| Grupelor       | Italia | 2 - 1 | Suedia        | Victorie   |
| Sferturi       | Italia | 2 - 0 | România       | Victorie   |
| Semifinale     | Italia | 0 - 0 | Țările de Jos | Egal       |
| Semifinale     | Italia | 3 : 1 | Țările de Jos | Penalty    |
| Vice-campioană | Italia | 1 - 2 | Franța        | Înfrângere |

| Grupelor | Italia | 2 - 1 | Rusia    | Victorie   |
| Grupelor | Italia | 1 - 2 | Cehia    | Înfrângere |
| Grupelor | Italia | 0 - 0 | Germania | Egal       |

| Grupelor   | Italia | 1 - 1 | Germania de Vest  | Egal       |
| Grupelor   | Italia | 1 - 0 | Spania            | Victorie   |
| Grupelor   | Italia | 2 - 0 | Danemarca         | Victorie   |
| Semifinale | Italia | 0 - 2 | Uniunea Sovietică | Înfrângere |

| Grupelor    | Italia | 0 - 0 | Spania       | Egal     |
| Grupelor    | Italia | 1 - 0 | Anglia       | Victorie |
| Grupelor    | Italia | 0 - 0 | Belgia       | Egal     |
| Finala Mică | Italia | 1 - 1 | Cehoslovacia | Egal     |
| Finala Mică | Italia | 8 : 9 | Cehoslovacia | Penalty  |

| Semifinale | Italia | 0 - 0              | Uniunea Sovietică | Egal     |
| Semifinale | Italia | Aruncarea cu banul |                   |          |
| Campioană  | Italia | 1 - 1              | Iugoslavia        | Egal     |
| Campioană  | Italia | 2 - 0              | Rejucare          | Victorie |

## Jucători faimoși
- Alessandro Altobelli
- Dino Baggio
- Roberto Baggio
- Franco Baresi
- Giuseppe Bergomi
- Giampiero Boniperti
- Gianluigi Buffon
- Fabio Cannavaro
- Franco Causio
- Alessandro Costacurta
- Alessandro Del Piero
- Roberto Donadoni
- Giacinto Facchetti
- Claudio Gentile
- Filippo Inzaghi
- Paolo Maldini
- Sandro Mazzola
- Valentino Mazzola
- Giuseppe Meazza
- Alessandro Nesta
- Andrea Pirlo
- Gianluca Pagliuca
- Silvio Piola
- Paolo Rossi
- Gigi Riva
- Gianni Rivera
- Marco Tardelli
- Francesco Totti
- Christian Vieri
- Walter Zenga
- Dino Zoff
- Gianfranco Zola

## Rezultate recente și program
Victorie
      Egal
      Înfrângere

## Jucători

### Lotul actual
Următorii jucători au fost convocați pentru meciurile de calificare la Campionatul Mondial de Fotbal 2026 împotriva Norvegiei și Moldovei, care vor avea loc pe 6 și 9 iunie 2025, respectiv.
Actualizat la 2 iunie 2025.
| Nr. | Poz. | Jucător                        | Data nașterii (vârsta)         | Selecții | Goluri | Club                |
| --- | ---- | ------------------------------ | ------------------------------ | -------- | ------ | ------------------- |
|     | P    | Gianluigi Donnarumma (căpitan) | 25 februarie 1999 (26 de ani)  | 72       | 0      | Paris Saint-Germain |
|     | P    | Alex Meret                     | 22 martie 1997 (28 de ani)     | 3        | 0      | Napoli              |
|     | P    | Marco Carnesecchi              | 1 iulie 2000 (25 de ani)       | 0        | 0      | Atalanta            |
|     |      |                                |                                |          |        |                     |
|     | F    | Giovanni Di Lorenzo            | 4 august 1993 (32 de ani)      | 46       | 5      | Napoli              |
|     | F    | Alessandro Bastoni             | 13 aprilie 1999 (26 de ani)    | 35       | 2      | Inter Milan         |
|     | F    | Federico Dimarco               | 10 noiembrie 1997 (27 de ani)  | 28       | 3      | Inter Milan         |
|     | F    | Andrea Cambiaso                | 20 februarie 2000 (25 de ani)  | 13       | 2      | Juventus            |
|     | F    | Davide Zappacosta              | 11 iunie 1992 (33 de ani)      | 13       | 0      | Atalanta            |
|     | F    | Destiny Udogie                 | 28 noiembrie 2002 (22 de ani)  | 11       | 0      | Tottenham Hotspur   |
|     | F    | Federico Gatti                 | 24 iunie 1998 (27 de ani)      | 6        | 0      | Juventus            |
|     | F    | Diego Coppola                  | 28 decembrie 2003 (21 de ani)  | 0        | 0      | Hellas Verona       |
|     | F    | Matteo Gabbia                  | 21 octombrie 1999 (25 de ani)  | 0        | 0      | AC Milan            |
|     | F    | Luca Ranieri                   | 23 aprilie 1999 (26 de ani)    | 0        | 0      | Fiorentina          |
|     |      |                                |                                |          |        |                     |
|     | M    | Nicolò Barella                 | 7 februarie 1997 (28 de ani)   | 61       | 10     | Inter Milan         |
|     | M    | Davide Frattesi                | 22 septembrie 1999 (25 de ani) | 27       | 8      | Inter Milan         |
|     | M    | Sandro Tonali                  | 8 mai 2000 (25 de ani)         | 23       | 2      | Newcastle United    |
|     | M    | Samuele Ricci                  | 21 august 2001 (23 de ani)     | 8        | 0      | Torino              |
|     | M    | Nicolò Rovella                 | 4 decembrie 2001 (23 de ani)   | 3        | 0      | Lazio               |
|     | M    | Cesare Casadei                 | 10 ianuarie 2003 (22 de ani)   | 0        | 0      | Torino              |
|     |      |                                |                                |          |        |                     |
|     | A    | Giacomo Raspadori              | 18 februarie 2000 (25 de ani)  | 38       | 8      | Napoli              |
|     | A    | Moise Kean                     | 28 februarie 2000 (25 de ani)  | 21       | 7      | Fiorentina          |
|     | A    | Mateo Retegui                  | 29 aprilie 1999 (26 de ani)    | 18       | 6      | Atalanta            |
|     | A    | Riccardo Orsolini              | 24 ianuarie 1997 (28 de ani)   | 7        | 2      | Bologna             |
|     | A    | Daniel Maldini                 | 11 octombrie 2001 (23 de ani)  | 4        | 0      | Atalanta            |
|     | A    | Lorenzo Lucca                  | 10 septembrie 2000 (24 de ani) | 3        | 0      | Udinese             |

### Cei mai convocați jucători
Actualizat la 29 iunie 2024:
| Locul | Fotbalist          | Selecții | Goluri | Perioada  |
| ----- | ------------------ | -------- | ------ | --------- |
| 1     | Gianluigi Buffon   | 176      | 0      | 1997–2018 |
| 2     | Fabio Cannavaro    | 136      | 2      | 1997–2010 |
| 3     | Paolo Maldini      | 126      | 7      | 1988–2002 |
| 4     | Leonardo Bonucci   | 121      | 8      | 2010–2023 |
| 5     | Daniele De Rossi   | 117      | 21     | 2004–2017 |
| 5     | Giorgio Chiellini  | 117      | 8      | 2004–2022 |
| 7     | Andrea Pirlo       | 116      | 13     | 2002–2015 |
| 8     | Dino Zoff          | 112      | 0      | 1968–1983 |
| 9     | Gianluca Zambrotta | 98       | 2      | 1999–2010 |
| 10    | Giacinto Facchetti | 94       | 3      | 1963–1977 |

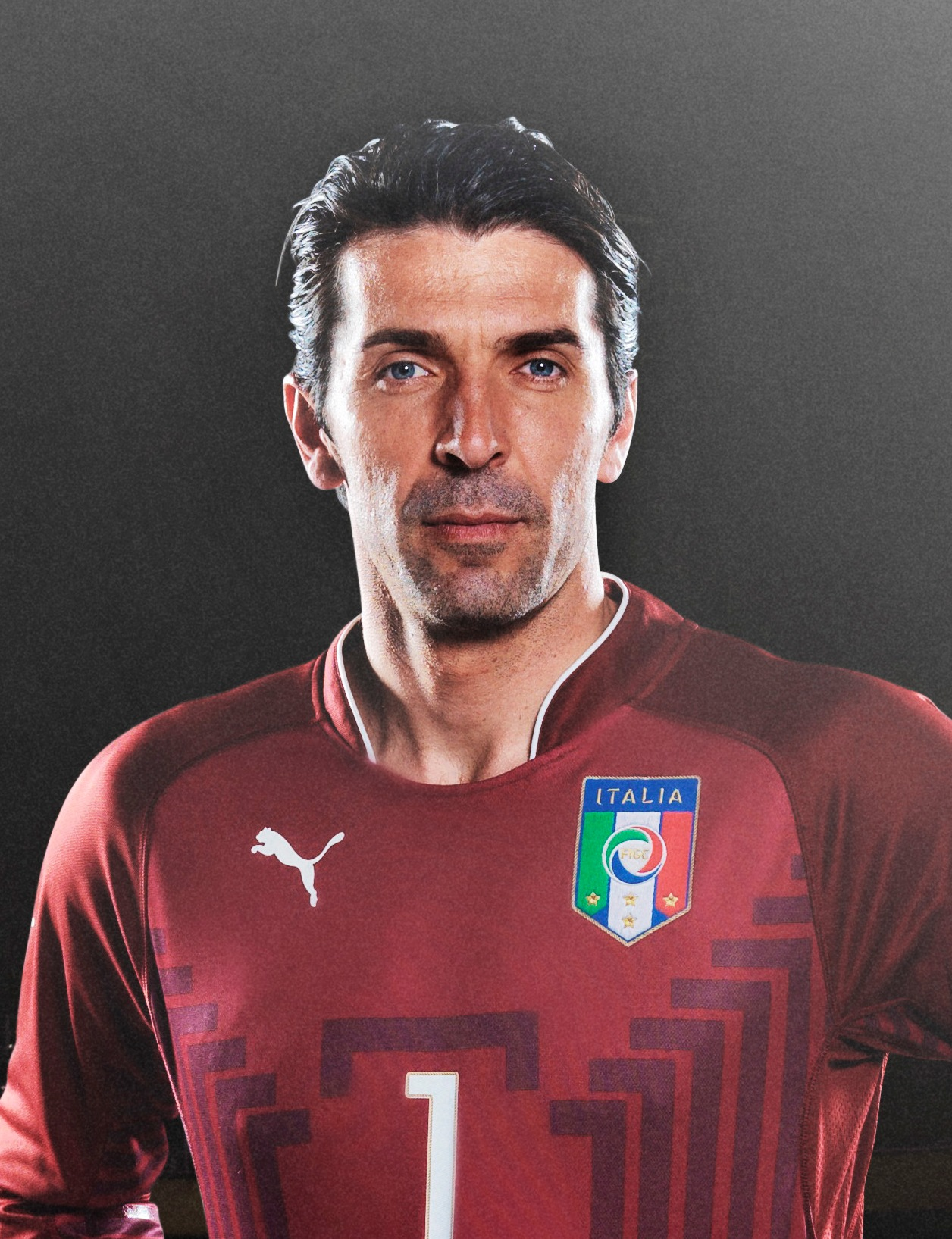
Gianluigi Buffon este cel mai selecționat jucător din istoria Italiei cu 176 de selecții.

Cu litere îngroșate, jucătorii încă în activitate.

### Golgheteri

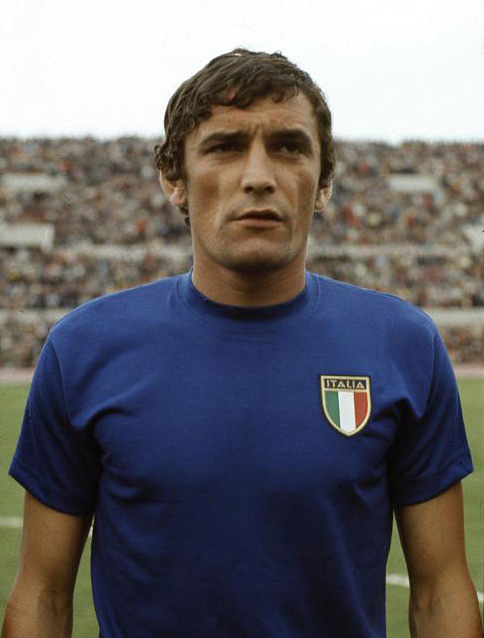
Luigi Riva este golgheterul Italiei din toate timpurile 35 de goluri.

La 29 iunie 2024, jucătorii cu cele mai multe goluri pentru Italia sunt:
| Locul | Fotbalist            | Goluri | Selecții | Raport | Perioada  |
| ----- | -------------------- | ------ | -------- | ------ | --------- |
| 1     | Luigi Riva (lista)   | 35     | 42       | 0.83   | 1965–1974 |
| 2     | Giuseppe Meazza      | 33     | 53       | 0.62   | 1930–1939 |
| 3     | Silvio Piola         | 30     | 34       | 0.88   | 1935–1952 |
| 4     | Roberto Baggio       | 27     | 56       | 0.48   | 1988–2004 |
| 4     | Alessandro Del Piero | 27     | 91       | 0.3    | 1995–2008 |
| 6     | Adolfo Baloncieri    | 25     | 47       | 0.53   | 1920–1930 |
| 6     | Filippo Inzaghi      | 25     | 57       | 0.44   | 1997–2007 |
| 6     | Alessandro Altobelli | 25     | 61       | 0.41   | 1980–1988 |
| 9     | Christian Vieri      | 23     | 49       | 0.47   | 1997–2005 |
| 9     | Francesco Graziani   | 23     | 64       | 0.36   | 1975–1983 |

Jucătorii scriși cu litere îngroșate sunt încă în activitate.